# 罗民兴
罗民兴（1963年6月—），男，浙江湖州人，中国物理学家，中国科学院院士，主要从事量子场论和粒子物理理论的研究。

## 生平
1983年取得浙江大学物理系学士学位，1990年取得美国宾州大学物理系博士学位。1994年开始在浙江大学物理系浙江近代物理中心任教，1997年晋升教授。2015年12月，当选中国科学院院士。

## 荣誉
- 1997年，教育部跨世纪优秀人才
- 1998年，中国物理学会高能物理分会理事
- 1999年，浙江省151人才（第一层次）
- 2000年，浙江省高校中青年学科带头人
- 2003年，成为上海交通大学物理系兼职教授
- 2004年，获得国家杰出青年科学基金
- 2007年，教育部长江学者特聘教授[2]